# Ulvøya (Hitra)
Ulvøya est une île habitée de la commune de Hitra , en mer de Norvège dans le comté de Trøndelag en Norvège.

## Description
L'île de 6,4 km2 est située juste au nord de l'île de Fjellværsøya. Le pont Knarrlagsundet relie les deux îles. L'île abrite les villages de Knarrlagsund et Ulvan.
Marine Harvest possède une usine de transformation du poisson à Ulvan. La grande île de Hitra se trouve à environ 3 km au sud-ouest.

## Galerie

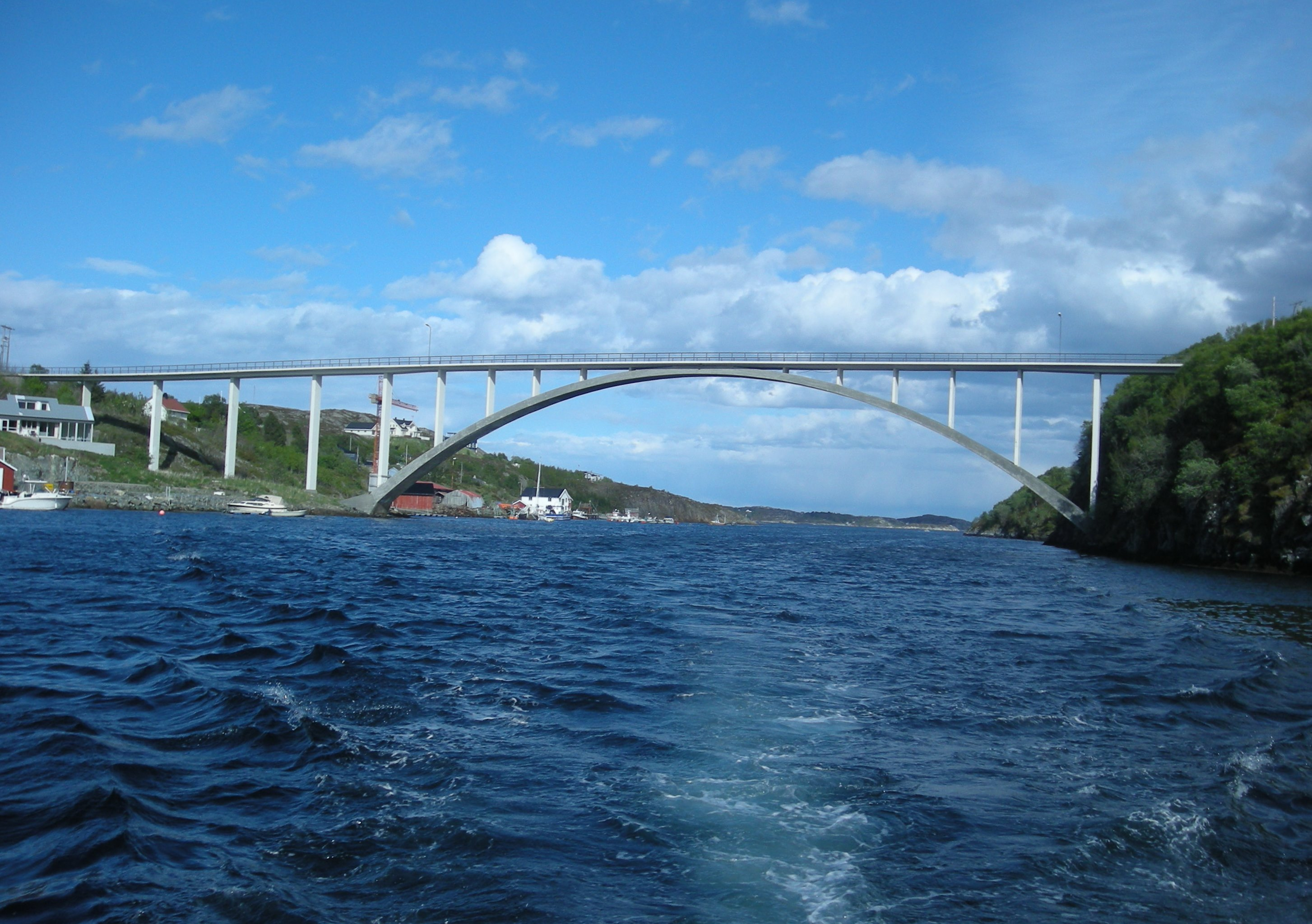
Pont Knarrlagsundet